# Саприки
Саприки (бел. Сапрыкі) — деревня в Оторском сельсовете Чечерского района Гомельской области Беларуси.

## География

### Расположение
В 3 км на запад от Чечерска, 40 км от железнодорожной станции Буда-Кошелёвская (на линии Гомель — Жлобин), 68 км от Гомеля.

### Гидрография
На реке Чечора (приток реки Сож).

## Транспортная сеть
Транспортные связи по просёлочной, затем по автодорогам, которые идут от Чечерска. Планировка состоит из 3 коротких, параллельных между собой улиц, ориентированных с юго-востока на северо-запад. Застройка преимущественно двусторонняя, усадебного типа, деревянная.

## История
Обнаруженный археологами курганный могильник X—XIII веков (104 насыпи, в 1,5 км на запад от деревни, в урочище Саприцкий Кордон) свидетельствует о заселении этих мест с давних времён. Современная деревня основана на вновь освоенных землях во 2-й половине XVII века, в Речицком повете Минского воеводства Великого княжества Литовского. Обозначена в инвентаре Чечерского староства 1704 года.
После 1-го раздела Речи Посполитой (1772 год) в составе Российской империи. Согласно ревизии 1858 года в Чечерской волости Рогачёвского уезда Могилёвской губернии. Действовали хлебозапасный магазин, школа, кирпичный завод. Согласно переписи 1897 года действовала ветряная мельница. В 1909 году 422 десятины земли.
С 1921 года работала изба-читальня. В 1926 году действовали почтовый пункт, школа. С 8 декабря 1926 года до 30 декабря 1927 года центр Саприковского сельсовета Чечерского района Гомельского округа. В 1931 году организован колхоз «Пятилетка», работала кузница. 43 жителя погибли на фронтах Великой Отечественной войны. В 1962 году к деревне присоединён посёлок Межелище. В составе колхоза «Стяг коммунизма» (центр деревня Отор). Размещалась начальная школа.

## Население

### Численность
- 2004 год — 62 хозяйства, 164 жителя.

### Динамика
- 1858 год — 27 дворов, 118 жителей.
- 1897 год — 39 дворов, 251 житель (согласно переписи).
- 1909 год — 40 дворов, 276 жителей.
- 1926 год — 66 дворов, 350 жителей.
- 1959 год — 339 жителей (согласно переписи).
- 2004 год — 62 хозяйства, 164 жителя.